# تی‌جی هارت
تی‌جی هارت (انگلیسی: T. J. Hart؛ زاده (۲۵ فوریهٔ ۱۹۶۷) بازیگر پورنوگرافی اهل ایالات متحده آمریکا است.